# عشق بی‌پایان (فیلم ۲۰۱۴)
عشق بی‌پایان (به انگلیسی: Endless Love) فیلمی رمانتیک از سینمای هالیوود در سال ۲۰۱۴ است. این فیلم دومین اقتباس سینمایی از رمان اسکات اسپنسر با همین نام است.

## داستان
جید باترفیلد (گابریلا وایلد) به دلیل مرگ برادرش، کریس باترفیلد، دچار نوعی افسردگی شده‌است. به همین علت رابطهٔ او با همکلاسی‌های خود بسیار سرد است. اما در این بین دیوید الیوت (الکس پتیفر) که چهار سال عاشق او شده بود، دنبال راهی است تا علاقهٔ خود را به او ابراز کند.
پدر جید، هیو باترفیلد (بروس گرینوود) که خود را مسبب مرگ پسرش می‌داند، زندگی خود و خانواده‌اش را تلخ نموده‌است. او در صدد جلوگیری از ایجاد رابطه بین دخترش و دیوید بر می‌آید. اما آنها راه خود به سوی یکدیگر را می‌یابند…

## تریلر
اولین تریلر این فیلم در ۲۳ دسامبر ۲۰۱۳ منتشر شد.